# Флаг Варшавы
Флаг Варша́вы — один из официальных символов, наравне с гербом, города Варшавы Республики Польша.

## История
Как и герб, флаг был принят в 1938 году властями города.

## Описание
Флаг Варшавы состоит из двух равновеликих горизонтальных полос красного и жёлтого окраса. Полотно должно быть исполнено в пропорции 5:8. Чаще всего цветовая гамма флага трактуется так:
- красный — один из национальных цветов Польши
- золотой — символ королевского блеска и великолепия Польской столицы

## Цвета флага
| Цвет    | Pantone | CMYK          | RGB         |
| ------- | ------- | ------------- | ----------- |
| Жёлтый  | 116 C   | 0, 17, 90, 0  | 255, 214, 0 |
| Красный | 485 C   | 0, 95, 100, 0 | 255, 17, 0  |